# Robert Ergas
Robert Ismael Ergas Moreno, noto semplicemente come Robert Ergas (Montevideo, 15 gennaio 1998), è un calciatore uruguaiano, centrocampista del Pumas UNAM.

## Caratteristiche tecniche
È un esterno sinistro.

## Carriera

### Club
Cresciuto nel settore giovanile del Defensor Sporting, ha esordito in prima squadra il 5 febbraio 2017 entrando nei minuti finali dell'incontro di campionato vinto 1-0 contro il Rampla Juniors.

### Nazionale
Ha giocato nella nazionale uruguaiana Under-17.